# 시즈미역
시즈미역(일본어: 志都美駅, しずみえき)은 일본 나라현 가시바시에 있는 서일본 여객철도의 철도역이다.

## 역 구조
상대식 승강장으로, 2면 2선 형태의 교상역이다. 교행 시설이 갖추어져 있다.
오지 철도부 관할권에 있으며, 역 업무는 JR 서일본 교통 서비스가 대신 하고 있다. 이코카 및 제휴 교통카드의 사용이 가능하다.

### 승강장
| 1 | ■ 와카야마 선 | 다카다 · 사쿠라이 · 고조 방면 |
| 2 | ■ 와카야마 선 | 오지 방면                     |

## 역사
- 1940년 2월 8일 시즈미 신호장이라는 이름으로 설치되었다가 1949년 7월 15일 폐지된 바 있다.
- 1955년 12월 27일 - 하타케다역과 동시에 개업.
- 1987년 4월 1일 - 민영화에 따라 서일본 여객철도의 소속이 되었다.
- 2003년 11월 1일 - 이코카의 사용이 개시되었다.

## 인접역
| 서일본 여객철도 와카야마 선 | 서일본 여객철도 와카야마 선 | 서일본 여객철도 와카야마 선 |
| --------------------------- | --------------------------- | --------------------------- |
| 하타케다 오지 방면          | ■ 와카야마 선               | 가시바 와카야마 방면        |